# 近卫基通
近卫基通（1160年—1233年7月8日）是日本平安时代后期、镰仓时代前期的一位摄关。摄政近卫基实的长子，母亲是挑起“平治之乱”的藤原信赖的妹妹。

## 人物生平

### 童年时期
近卫基通是摄政近卫基实的长子，母亲是“谋反人”藤原信赖的妹妹。近卫基通之父为其祖父藤原忠通活到成年的儿子中的长子，故近卫基通是藤原氏摄关家的嫡流继承人。永万2年（1166年）基通之父基实在他年仅6岁时去世。翌年，朝廷敕封其嫡母、当朝权臣平清盛年仅11岁的女儿平盛子为准三后以及皇太子宪仁亲王（即日后的高仓天皇）的准母。从此，基通在以平氏政权为后盾的嫡母平盛子的监护下生活。
然而，因其父过早去世，基通十分年幼，本该由近卫基通继承的嫡流遭到叔父松殿基房的觊觎。最终朝廷认命松殿基房为摄政，但摄关家庞大的庄园由基通的嫡母平盛子代管，约定将来传给近卫基通。

### 婚姻
近卫基通容貌闲雅，深得后白河法皇的宠爱。嘉应2年（1170年）4月，11岁的近卫基通元服，以摄关嫡子的身份初叙即直叙正五位下，并任侍从和右近卫少将二官。大约于这时，他娶了嫡母平盛子的妹妹、即平清盛的第六个女儿平完子为正室。承安4年（1174年）8月，15岁的近卫基通叙从三位，位列公卿。

### 官场沉浮
治承三年（1179年），与后白河法皇关系破裂的平清盛发动政变，囚禁法皇，罢黜了关白松殿基房之位，以近卫基通为内大臣并任关白。自近卫天皇以来，没有参议、纳言的官历而升为大臣、摄关的，基通是第一个。安德天皇即位后，又进近卫基通为从一位，改称摄政。
然而，随着平清盛于治承5年（1181年）去世，平家不敌源氏势力，于寿永2年（1183年）被木曾义仲军逼得奉安德天皇弃都西走。平家当主平宗盛催促基通一同西走，基通走到七条大宫时，反悔不行，最终没有和平家一同西走。
安德天皇被平家带走后，京都无主。法皇召集廷臣商量拥立新君，攻入京城的木曾义仲想拥立以仁王的王子北陆宫为新帝，但基通不接受，与木曾义仲相争，最终北陆宫没有入选，而选立安德天皇的异母弟后鸟羽天皇。基通的反对令握有武士集团的木曾义仲不满，他凭着逼退平家的功劳，停了基通的摄政一职，代以松殿基房的儿子松殿师家为摄政。
后来，木曾义仲败于源赖朝，失去支持的松殿师家也就被罢官，基通复任。但是当时的人都觉得基通应该被罢黜。源赖朝最初替基通说话，上奏法皇认为基通当初为了法皇而与姻亲平家断绝关系，其心可昭，支持基通任摄政。但不久后赖朝改变主意，屡次奏请法皇任与赖朝关系良好的九条兼实（基通的叔叔）为摄政。法皇最初虽拒绝了赖朝的请求，但最终还是同意了。基通虽忿忿不平，仍再次失去摄政一职。同时，由基通管理的庄园领也被迫拿出一部分交给九条兼实。
建久七年（1196年），九条兼实在政斗中败给源通亲，基通又得再任关白。土御门天皇即位后，改称摄政。然而几年后源通亲去世，后鸟羽上皇支持九条兼实之子九条良经，基通遂于建仁二年（1202年）又被罢去关白一职。

### 晚年
承元二年（1208年）近卫基通出家，法名行理。天福元年（1233年），基通薨，享壽七十四岁。

## 人物小像
- 近卫基通被认为和后白河法皇有男色关系，是后白河法皇的男宠[14]。
- 近卫基通的叔叔慈圓认为近卫基通是个无能的人[15]。

## 官历
- 嘉应2年（1170年）
  - 4月23日：元服、正五位下叙位。升殿、禁色敕许。
  - 4月29日：侍从。
  - 12月5日、右近衛少将。
- 嘉应3年（1171年）1月18日：近江介。
- 承安2年（1172年）
  - 1月5日：从四位下。
  - 10月26日：右近衛中将。
- 承安3年（1173年）11月21日：从四位上、右近衛中将如元。
- 承安4年（1174年）8月2日：从三位、右近衛中将如元。
- 承安5年（1175年）
  - 1月22日、美作権守。
  - 12月8日、正三位、右近衛中将・美作権守如元。
- 治承3年（1179年）11月17日：正二位、关白宣下。内大臣兼任。
- 治承4年（1180年）
  - 2月21日：改称摄政（未元服幼帝安德天皇即位）
  - 4月21日、从一位、摄政・内大臣如元。
- 寿永元年（1182年）6月28日：辞任内大臣。
- 寿永2年（1183年）11月21日：停任摄政、藤原氏長者。
- 寿永3年（1184年）1月22日：再任摄政、藤原氏長者。
- 文治2年（1186年）3月12日：停任摄政、藤原氏長者。
- 建久7年（1196年）11月25日：为关白。
- 建久9年（1198年）1月11日：停关白，改摄政（未元服土御门天皇即位）。
- 建仁2年（1202年）12月25日：停摄政。
- 承元2（1208年）7月5日：出家。法名“行理”
- 天福元年（1233年）5月29日：薨去。享壽74歲。

## 系谱
自近卫基通起，其子孙家系称以近卫为家名。而他的叔父九条兼实家以九条家为名。近卫基通的孙子鹰司兼平创鹰司家，九条兼实的子孙在本家外又分出一条家、二条家。这五家即日后所称的五摄家，都有担任摄政、关白的权力。
- 祖父：藤原忠通
- 父亲：近卫基实（1142 - 1166）
- 母亲：藤原信赖之妹
- 叔父：松殿基房、九条兼实、慈圓等
- 嫡母、养母：平盛子（1155 - 1179）

- 正室：平完子 - 平清盛六女
  - 子：某（1177） - 夭折
  - 女：某（1178 - ？） - 下落不明
- 妻：坊城显子（坊城显信之女）
  - 长子：近卫家实（1179-1242）
- 妻：平信子（平信范之女）
  - 次子：近卫道经（1184-1238）
  - 男子：尊任
- 妾：僧最舜之女
  - 三子：鷹司兼基[19]（1185-?）
  - 四子：藤原基教（1196-1213)）
  - 男子：円基
- 生母不明
  - 男子：円忠
  - 男子：円浄（1189-1256） - 或円静。
  - 男子：静忠（1190-1263）
  - 男子：仁澄
  - 男子：实信